# Paulus Weinschrott
Paulus Weinschrott SDS (geboren als Anton Weinschrott; * 17. Januar 1919 in Bakova, Königreich Ungarn, Österreich-Ungarn; † 3. Juni 1960 in Gherla, Volksrepublik Rumänien) war ein banatschwäbischer römisch-katholischer Ordensmann, Geistlicher und Märtyrer.

## Leben
Anton Weinschrott besuchte ab 1932 das Gymnasium Banatia in  Temeswar, machte Abitur und wurde am 7. September 1940 unter dem Ordensnamen Paulus als Salvatorianer eingekleidet. Er legte 1941 die erste und 1944 die Ewige Profess ab. Am 2. Juni 1946 wurde er von Bischof Augustin Pacha zum Priester geweiht. Er wirkte in Elisabethstadt, ab 1950 in Mehala und ab 1953 wieder in Elisabethstadt. Am 13. Januar 1958 wurde er verhaftet und zu 10 Jahren Gefängnis verurteilt. Im berüchtigten Gefängnis Gherla starb er im Juni 1960 im Alter von 41 Jahren an einem Magenleiden.

## Gedenken
Die katholische Kirche hat Paulus Weinschrott als Glaubenszeugen in das deutsche Martyrologium des 20. Jahrhunderts aufgenommen.